# Forschungsgruppe Wahlen

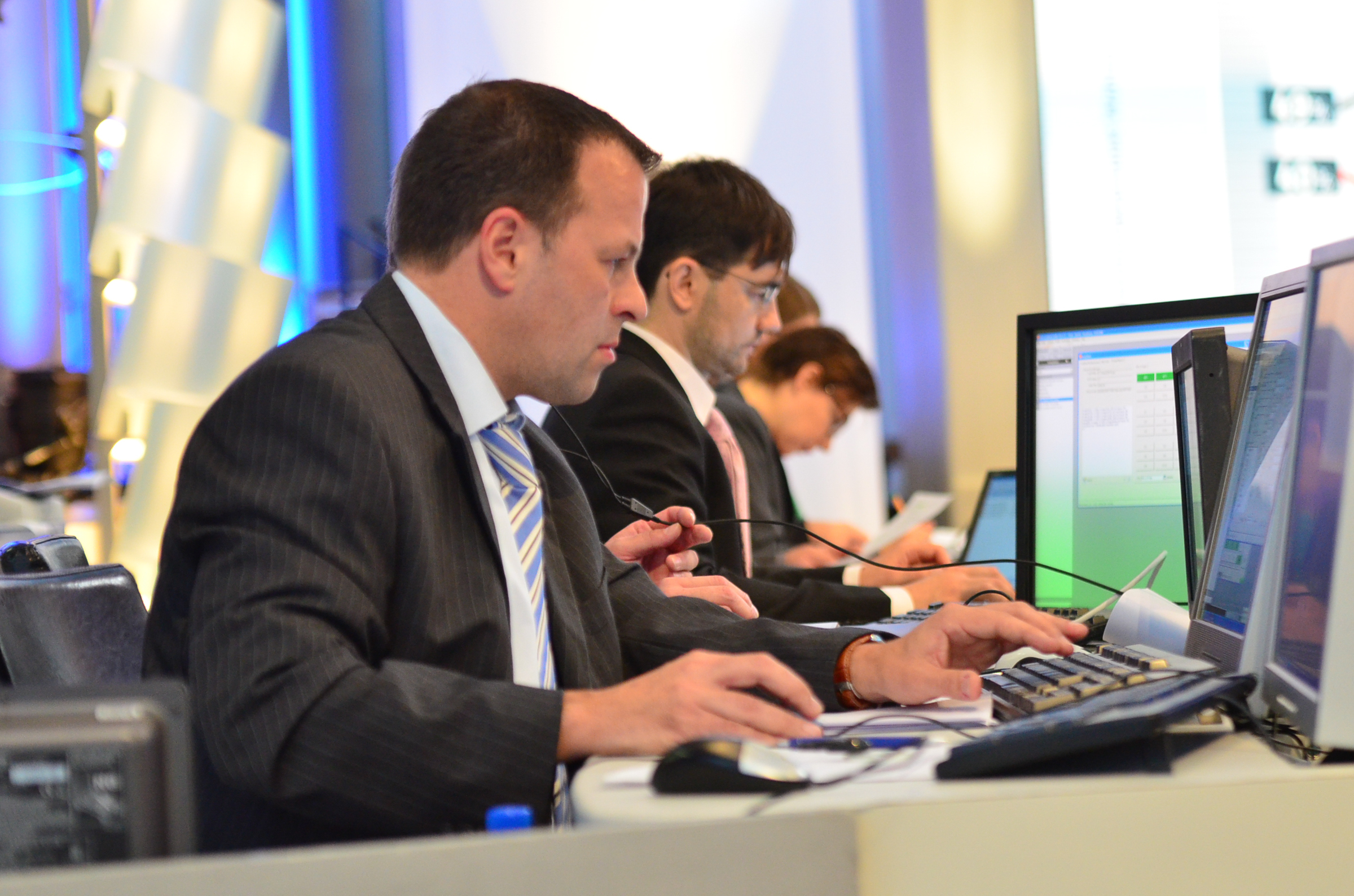
Forschungsgruppe Wahlen im ZDF-Wahlstudio zur Bundestagswahl 2013

Die Forschungsgruppe Wahlen e. V. (FGW) ist ein Institut für Wahlanalysen und Gesellschaftsbeobachtung mit Sitz in Mannheim.

## Beschreibung
Seit 1965 waren Rudolf Wildenmann von der Universität Mannheim und sein Team beim ZDF zuständig für Wahlhochrechnungen und -prognosen. Zu dem Team zählten Manfred Berger, Wolfgang Gibowski und Dieter Roth. Die drei bildeten den Vorstand, als 1974 die Forschungsgruppe Wahlen als eingetragener Verein gegründet wurde. Die Hauptaufgabe der FGW ist die wissenschaftliche Beratung und Betreuung von Sendungen des Zweiten Deutschen Fernsehens bei politischen und gesellschaftlichen Fragen.
Die Erforschung von Wählerverhalten ist ein Schwerpunkt der FGW, hinzu kommt die kontinuierliche Beobachtung gesellschaftlicher Trends und Stimmungen. Die Forschungsergebnisse werden sowohl in den Sendungen zu bundesdeutschen Wahlen (als erste Prognose um 18 Uhr) als auch in den 14-täglichen Politbarometer-Sendungen z. B. des ZDF veröffentlicht. Zusätzlich werden die Analysen in der selbstverlegten Schriftenreihe Berichte der Forschungsgruppe Wahlen e. V. publiziert.
Die Arbeit der Non-Profit-Organisation wird nach eigenen Angaben ausschließlich durch finanzielle Mittel des ZDF getragen. Alle Umfragedaten seit 1977 stehen der interessierten Öffentlichkeit bei GESIS-Leibniz-Institut für Sozialwissenschaften zu Analysezwecken zur Verfügung.
Für die Umfragen an sich ist jedoch nicht der Verein, sondern die eigens dafür gegründete Forschungsgruppe Wahlen Telefonfeld GmbH zuständig. Diese existiert seit 1994 und befindet sich im selben Gebäude in der Nähe des Mannheimer Hauptbahnhofs. Neben den Datenerhebungen für das ZDF werden auch häufig lokale Umfragen wie für den Mannheimer Morgen durchgeführt. Daneben betreibt die Forschungsgruppe Wahlen Telefonfeld GmbH nach eigenen Angaben auch Marktforschung für andere Auftraggeber als das ZDF.
Das Telefonstudio der Forschungsgruppe Wahlen Telefonfeld GmbH ist mit über 140 computergestützten Telefonarbeitsplätzen ausgestattet.